# 일본국 헌법 제27조
일본국 헌법 제27조(일본어: 日本国憲法第27条)은 일본국 헌법 제3장 "국민의 권리와 의무"의 조문 중 하나이다. 근로의 권리와 의무에 대해 규정하고 있다.

## 조문
일본국 헌법 제27조
① 모든 국민은 근로의 권리를 가지며 의무를 진다.
② 임금, 근로 시간, 휴식 그 외 근로 조건에 관한 기준은 법률로 이를 정한다.
③ 아동은 이를 혹사하여서는 아니 된다.

## 해설

### 제1항
조문 내용만 보면 근로에 대한 국민의 권리와 의무만을 정한 것처럼 보이지만 실제로는 동시에 국가에게 국민이 근로의 권리를 행사할 수 있게 도울 의무를 부과한 것이기도 하다. 즉 국민에게는 근로를 할 권리가 있고 국가는 국민에게 적정한 근로의 기회를 주어야 한다. 한편으로 국민은 스스로의 능력이나 주어진 근로의 기회를 활용하여 근로할 의무를 지고 있기도 하다.

### 제2항
고용주에 비해 약자의 입장인 노동자를 보호하는 취지의 규정이다. 근로 조건에 관해 구체적인 것은 법률의 규정에 맡기고 있으며, 이는 '근로기준법'과 '최저임금법' 등 노동과 관련된 여러 법률로 구체화되어 있다.

### 제3항
아동 노동을 금지하는 규정이다. 역사적으로 연소자들이 열악한 노동 환경에 놓여있었다는 점을 염두에 둔 규정이다. 본 항을 근거로 근로기준법 제56조에는 만 15세 미만 아동의 노동을 원칙적으로 금지하는 규정이 있다.